# Пластун (аэропорт)
Пластун — аэропорт возле одноимённого посёлка Приморского края России. На 2019 год числится в статусе посадочной площадки.

## Показатели деятельности
| год             | 2014  | 2015  | 2016  | 2017  |
| тыс. пассажиров | 6,502 | 30,09 | 35,42 | 46,10 |
| Источники:      |       |       |       |       |